# Sylvia Anderson
Pour les articles homonymes, voir Anderson.
Sylvia Anderson, née Sylvia Thomas le 25 mars 1927 à Londres et morte le 15 mars 2016, à Bray dans le Berkshire, est une productrice de télévision, romancière, actrice de doublage et costumière britannique, principalement connue pour ses collaborations avec Gerry Anderson, son mari entre 1960 et 1980. Elle co-crée notamment avec lui Les Sentinelles de l'air (où elle interprète le personnage de Lady Pénélope) et Cosmos 1999.

## Biographie

### Jeunesse
Sylvia Anderson naît le 25 mars 1927 à Camberwell, Londres. Son père Sidney Thomas était un champion de boxe et sa mère une couturière. Elle obtient son diplôme en sociologie et science politique de la London School of Economics, puis émigre aux Etats-Unis pour travailler en tant que journaliste.

### Vie privée
Sylvia Anderson épouse Jack Brooks en 1946, avec elle aura une fille, Dee. Elle se remarie une première fois avec George Thamm en 1952, puis avec Gerry Anderson en 1960, avec qui elle a un fils, Gerry Anderson Jr. Gerry et Sylvia Anderson divorcent en 1980.

### Mort
Sylvia Anderson meurt le 15 mars 2016.

## Carrière

### Production avec Gerry Anderson
Revenant au Royaume-Uni en 1955 et rencontre Gerry Anderson en 1957, et participe au directoire du studio AP Film, créé par Gerry Anderson et Arthur Provis.
Après son mariage en 1960 avec Gerry Anderson, le couple travaille sur différentes productions, Gerry prenant en charge les effets spéciaux et le matériel tandis que Sylvia développait les voix, personnages, costumes dialogues et scénarios. Elle participe ainsi à la production de Supercar, Stingray et Fireball XL5, séries télévisées d'animation utilisant des marionnettes (supermarionation).
Au début des années 1960, Gerry et Sylvia Anderson créent Les Sentinelles de l'air, toujours en Supermarionation. Elle y interprète la voix de l'aristocrate britannique Lady Pénélope, dont la marionnette a été inspirée de Sylvia Anderson elle-même. Elle produit deux films dérivés de cette série en 1966 et 1968 : Thunderbirds are Go et Thunderbird 6. En 1969, ils produisent la série UFO, alerte dans l'espace, une série de science-fiction en acteurs réels, pour laquelle elle conçoit le style des costumes et réalise le casting.
Après avoir créé et produit ensemble la série Cosmos 1999, Gerry et Sylvia Anderson divorcent au cours de la première saison en 1975 et cessent leurs collaborations professionnelles.

### L'après-divorce avec Gerry Anderson
Elle publie le roman Love and Hisses en 1983, puis une autobiographie, Yes M'Lady, d'abord en 1991 (le titre faisant référence au personnage de Lady Pénélope), ensuite ré-éditée en 2007 sous le titre My FAB Years (en référence au code "FAB" utilisé par les personnages de la série Les Sentinelles de l'air).
Elle participe en tant que consultante à la production du film Thunderbirds en 2004, adaptation de la série en long-métrage en acteurs réels.
En 2015, elle participe au doublage d'un épisode du remake Thunderbirds Are Go dans le rôle de la grand-tante Sylvia, une parente de Lady Penelope.